# Paolo Corallini

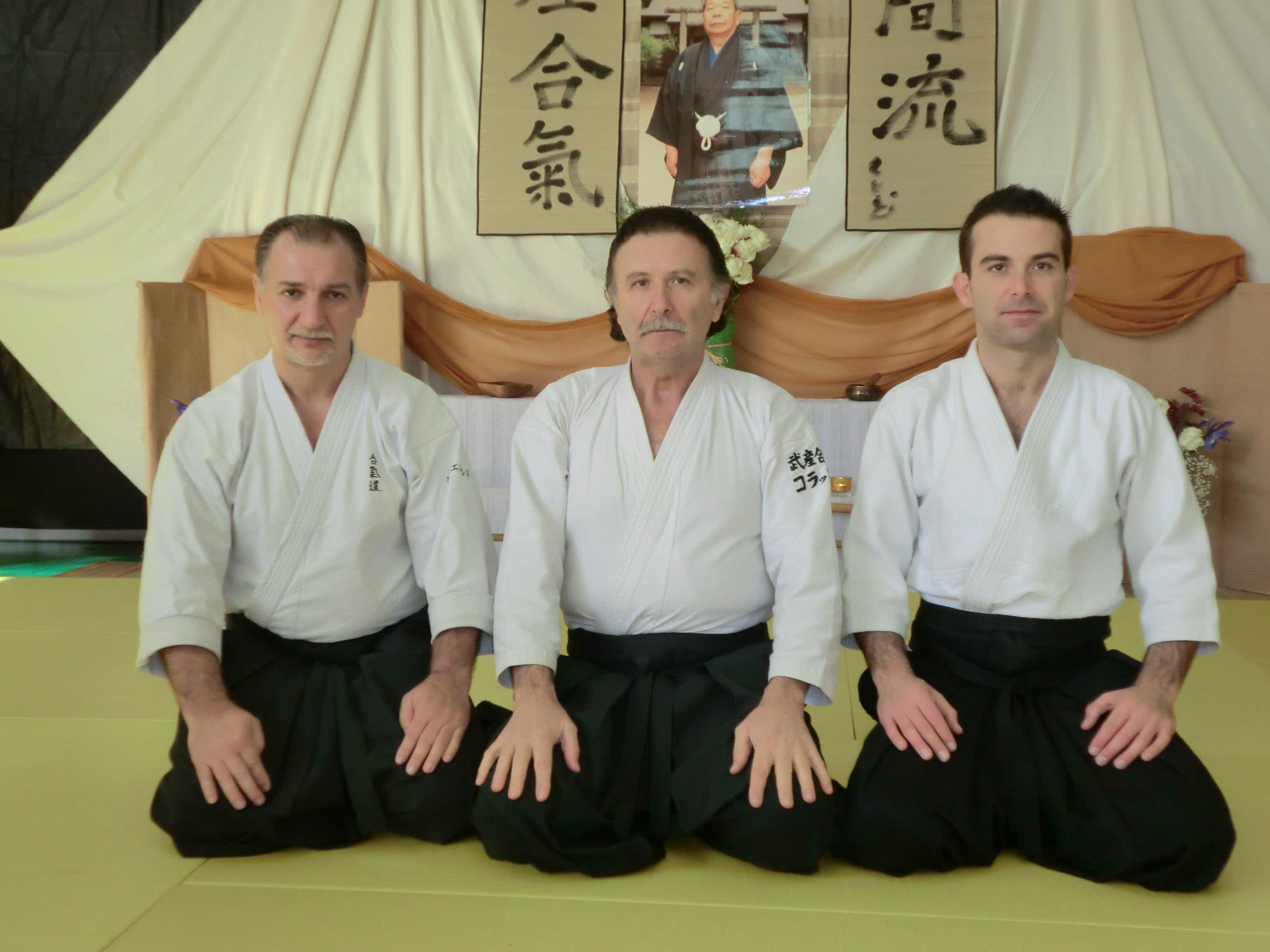

Paolo Corallini es un profesor de aikido. Actualmente tiene el 7.º dan Aikikai y aiki-ken y aiki-jo. Corallini empezó a entrenar a finales de los años 60 y entrenó con Morihiro Saito Shihan como Uchi deshi en la ciudad de Iwama, Japón. Visitó a Saito-sensei por primera vez en 1984 después de muchos años de práctica con aikidokas japoneses en Europa. Junto con Ulf Evenås Shihan, Corallini tiene el grado más alto en Aikido. En la actualidad Corallini Shihan es el presidente de la Takemusu Aikido Association Italy  y su sede principal se encuentra en Italia.